# Volvo Amazon

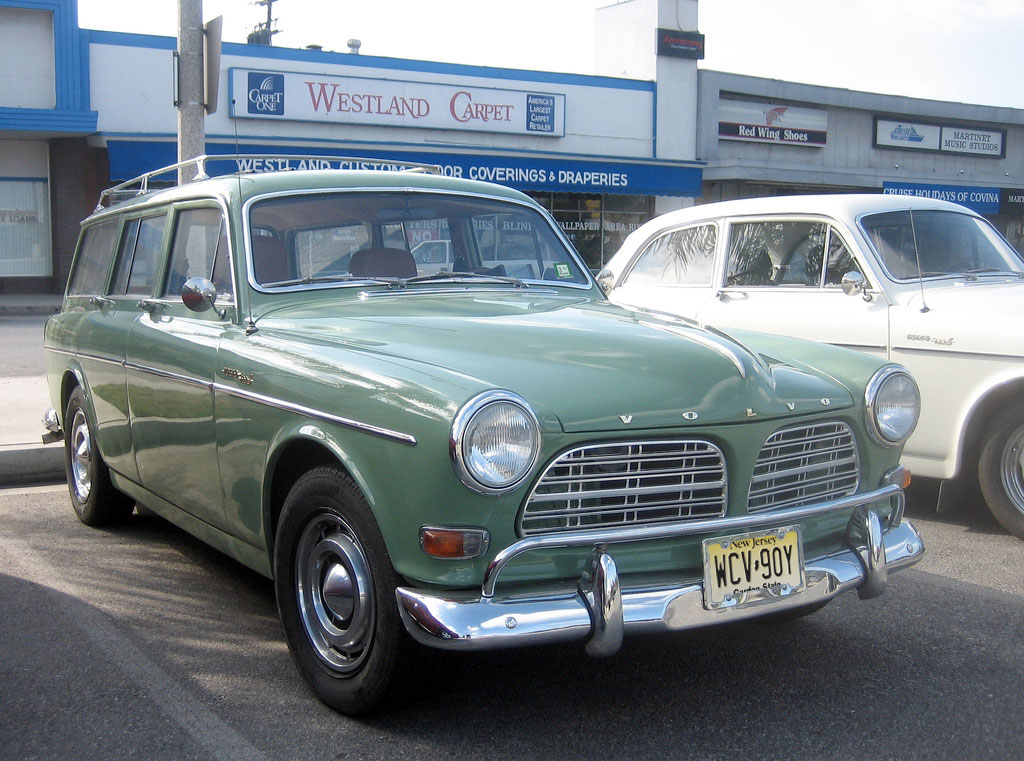
Volvo Amazon familiar (1966)

El Volvo Amazon fue un automóvil de tamaño mediano fabricado y comercializado por la empresa sueca Volvo desde 1956 hasta 1970, introducido en los Estados Unidos como el 122S en el Salón del Automóvil de Nueva York de 1959.
El Amazon compartía la distancia entre ejes, la postura alta y los asientos altos (punto H) de su predecesor, el PV444/544, y se ofrecía en los estilos de carrocería sedán de dos puertas, sedán de cuatro puertas y familiar de cinco puertas, todos reconocibles por el estilo pontón de sus carrocería. En 1959, Volvo se convirtió en el primer fabricante del mundo en proporcionar cinturones de seguridad delanteros como equipamiento de serie, incorporándolos a todos los modelos del Amazon, incluidos los de exportación, y más adelante se convertiría en el primer automóvil con cinturón de seguridad de tres puntos como equipo estándar.
Cuando se presentó, el automóvil se llamó Amason (con la letra 's'), derivado de las feroces guerreras de la mitología griega, las amazonas. El fabricante alemán de motocicletas Kreidler ya había registrado el nombre, y las dos compañías acordaron que Volvo solo podía usar el nombre a nivel nacional (es decir, dentro de Suecia), modificando la ortografía a Amazon en el resto de mercados. Posteriormente, Volvo comenzó su nomenclatura de tres dígitos y la línea se conoció como la Serie 120.
El Amazon se fabricó originalmente en la factoría de Lundby de Volvo en Gotemburgo y posteriormente en la planta de Torslandaverken de la compañía, que comenzó a operar en 1964. Al final de la producción, se habían producido 234.653 unidades de cuatro puertas, 359.917 de dos puertas y 73.220 familiares, de los que se exportó el 60%; para un total de 667.791 vehículos.

## Estilo y diseño
El diseño pontón de la carrocería de tres volúmenes del sedán Amazon se inspiró en los automóviles estadounidenses de principios de la década de 1950, y se parecía mucho al sedán Chrysler New Yorker y al cupé de techo rígido Chrysler 300C. Según el diseñador Jan Wilsgaard, el estilo del Amazon se inspiró en un Kaiser que vio en el puerto de Gotemburgo.
El Amazon presentaba un acentuado cambio de volúmenes de adelante hacia atrás, pronunciados "hombros" y aletas de cola leves pero visible. Estas características se convirtieron en inspiración para Peter Horbury al reconcebir la dirección de diseño de Volvo con el V70 después de décadas de diseños cuadrados, rectilíneos y con paneles planos.
La carrocería del Amazon se construyó con acero tratado con fosfato (para mejorar la adherencia de la pintura) y con un uso intensivo de una capa base y un tratamiento de aceite anticorrosivo.

### Familiar
La versión familiar se presentó en el Salón del Automóvil de Estocolmo de 1962, y Volvo fabricó 73.000 unidades entre 1962 y 1969. La versión familiar del Amazon presentaba una puerta trasera de dos piezas, con la sección inferior abatible para proporcionar una superficie de carga y la sección superior con bisagras abisagras en el techo. La placa de matrícula trasera del vehículo, unida a la puerta trasera inferior, podía plegarse "hacia arriba" de modo que cuando se bajara la puerta trasera con el vehículo en uso, la placa de matrícula aún fuera visible. Esta idea fue utilizada por el Mini original de 1959. Posteriormente también se utilizó una disposición similar en el portón trasero del Subaru Baja.
La plataforma del Amazon se utilizó como base para el P1800 y el 1800ES.

## Historia
Bajo la designación de prototipo 1200, siguiendo la denominación interna del PV444 como 1100, el Amazon se presentó a la prensa en febrero de 1956, con la producción inicialmente programada para comenzar en julio del mismo año, y las entregas comenzaron en agosto de 1956 bajo la designación interna ahora modificada de Serie 120. Otras iteraciones incluyeron el 121, el modelo base con un motor de 66 HP (66,9 CV) de carburador único, y el 122S introducido en 1958 como un modelo de alto rendimiento equipado con un motor de 85 HP (86,2 CV) de carburador doble. La ubicación del freno de mano del Amazon, alejado del asiento del conductor, estaba destinada a poder acomodar modelos posteriores de asientos de banco corrido con la palanca de cambio en la columna de dirección; estos se produjeron en pequeñas cantidades y se pusieron a disposición de ciertos mercados de exportación. Los compradores comenzaron a recibir los primeros coches en febrero de 1957, y los modelos iniciales eran de dos tonos, rojo o negro con techo gris claro, gris claro con techo negro, y más adelante seguido por un azul oscuro con techo gris en 1958.
En 1966, el Volvo PV terminó la producción, reemplazado por el Amazon Favorit, una versión menos costosa del Amazon, sin molduras exteriores de cromo, parasoles en el lado del pasajero o encendedor de cigarrillos, y con una transmisión de tres velocidades en lugar de cuatro velocidades, disponible en negro con interior rojo y posteriormente blanco o negro con interior rojo. El Volvo 140 más nuevo se estaba convirtiendo en el modelo principal de la compañía, y el último de los 120 berlina de cuatro puertas se produjo en 1967. En 1967 apareció el 123GT, que era un Modelo 130 con motor cuatro cilindros B18B de alta compresión (del Volvo P1800), caja de cambios M41, asientos totalmente reclinables, luces de conducción y antiniebla delanteras (en algunos mercados), alternador, espejos montados en el guardabarros, volante especial, tablero con repisa y tacómetro, y otras mejoras cosméticas. En 1969 se incrementó la cilindrada del antiguo motor B18, y pasó a denominarse B20.
El último Amazon se fabricó el 3 de julio de 1970.

## Características
Las especificaciones originales para Amazon incluían el nuevo motor Volvo B16, una transmisión manual (H6) de 3 velocidades y tracción trasera. En 1958, se lanzó el modelo deportivo, el Amazon Sport, y más tarde ese mismo año, el Amazon se convirtió en el primer automóvil producido en serie con un cinturón de seguridad de tres puntos en los asientos delanteros de serie. En 1962, Volvo introdujo una versión de dos puertas, una camioneta de cinco puertas y el nuevo motor B18, eliminando la pintura y la tapicería de dos tonos. En 1965, estuvieron disponibles la tapicería de vinilo en relieve y los paneles de las puertas. Las nuevas variantes de la caja de cambios fueron la M30 de tres velocidades (ofrecida durante un breve período con un embrague eléctrico automático), la M40 de cuatro velocidades y la M41 con cuatro velocidades y superdirecta. La caja de cambios M31 también se introdujo en 1961, pero solo estuvo disponible ese año (una caja de cambios de tres velocidades totalmente sincronizada con suobremarcha en la segunda y tercera marchas directas). Las opciones de caja de cambios en el 121 eran la M30, la M31 y la M40, mientras que las opciones de caja de cambios en el 122S eran la M40 y la M41. En 1964, la transmisión automática de tres velocidades Borg-Warner BW35 también estuvo disponible en los modelos de cuatro y dos puertas. De 1967 a 1968, el cambio BW35 también estuvo disponible en el familiar de cinco puertas.

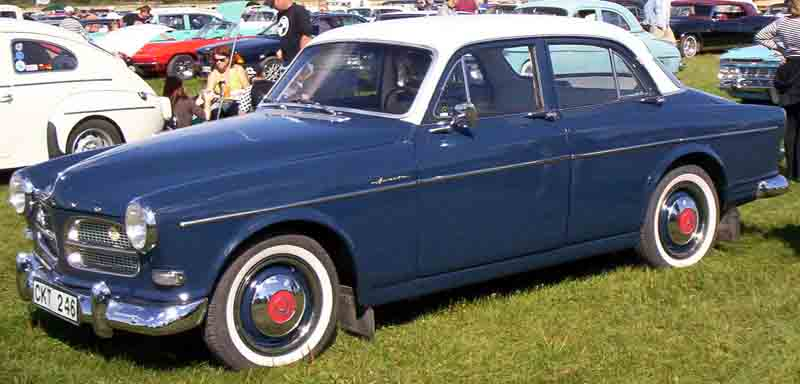
Volvo P12104 4-puertas Sedán 1959
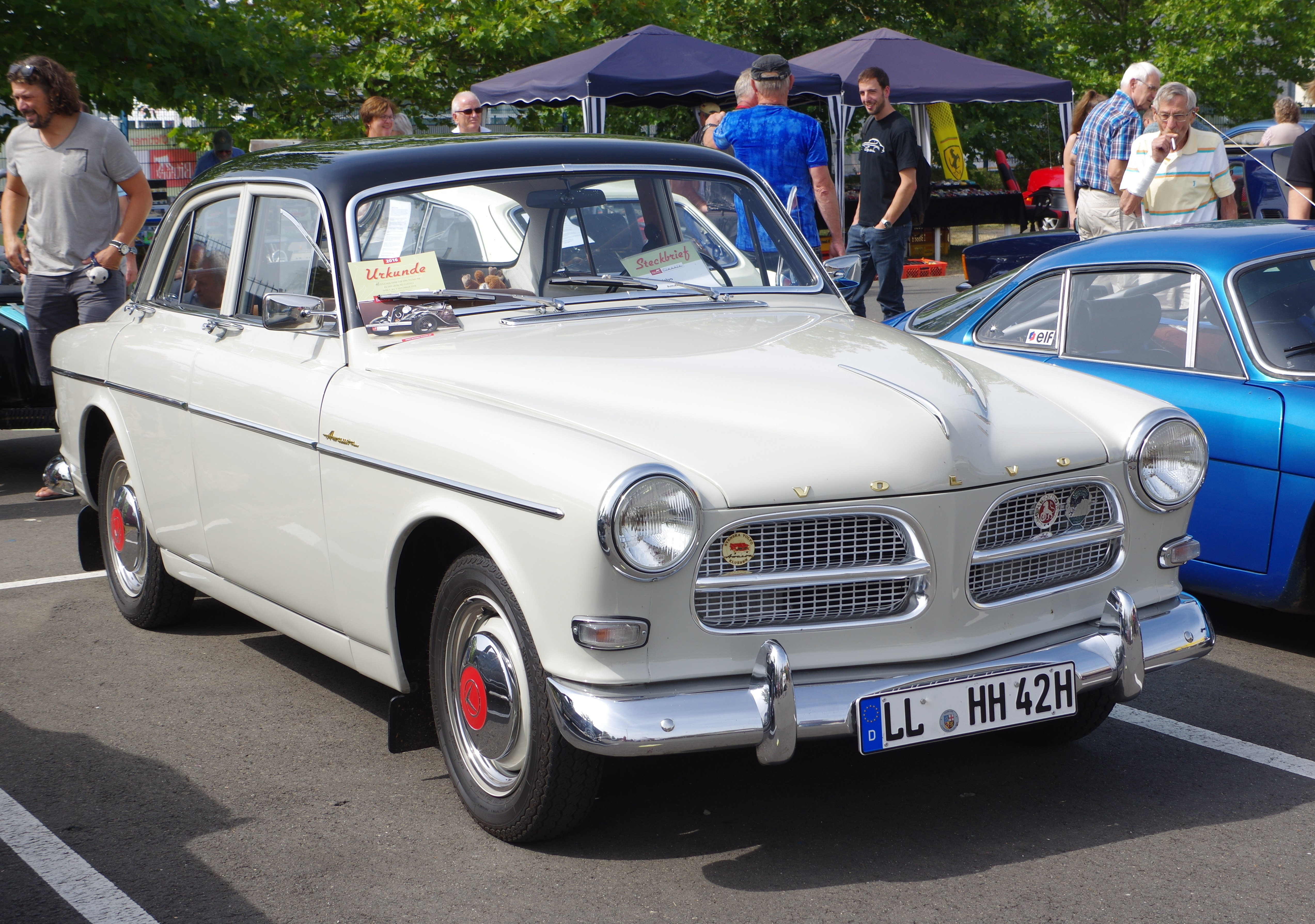
Volvo P12106 Amazon 4-puertas Sedán 1960
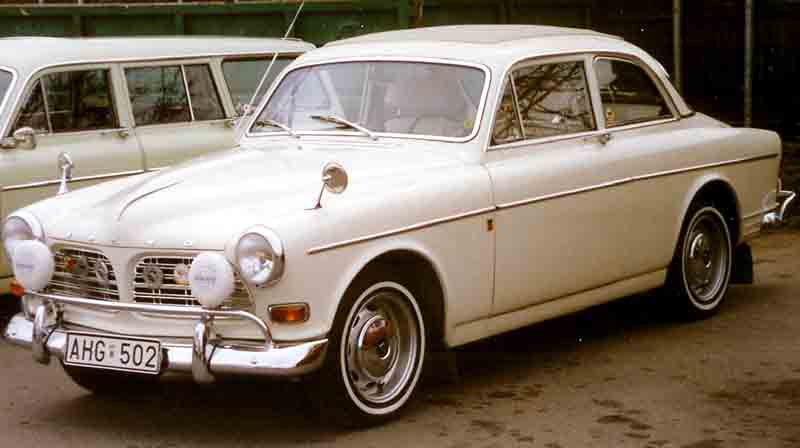
Volvo 133351 M Amazon Sedán 1967
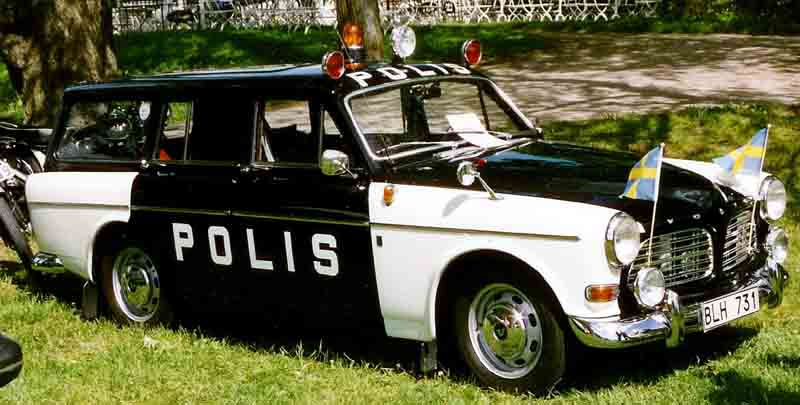
Volvo 221341 S Amazon Familiar de la Policía 1969

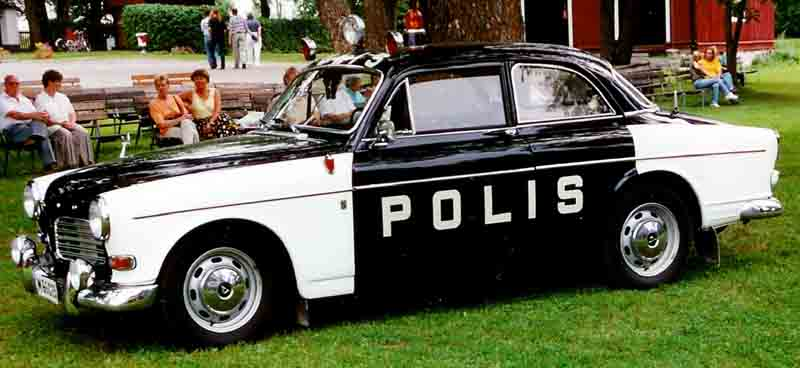
Volvo Amazon Sedán de la Policía 1970
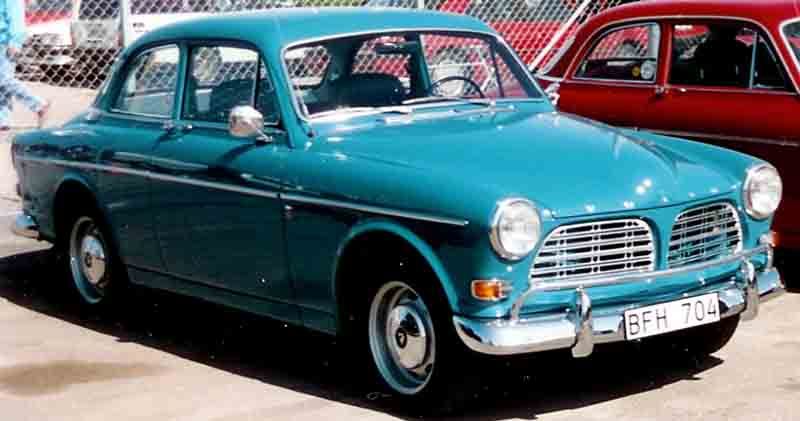
Volvo 131341 T Amazon Sedán 1970
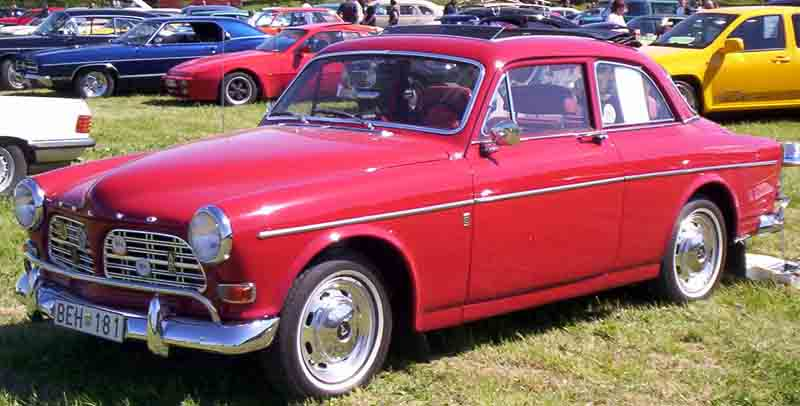
Volvo 131341 T Amazon Sedán 1970
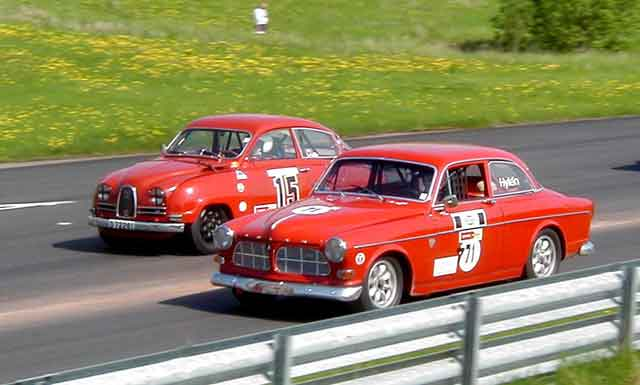
Un Saab 96 (izda) y un Volvo Amazon (dcha) en una carrera

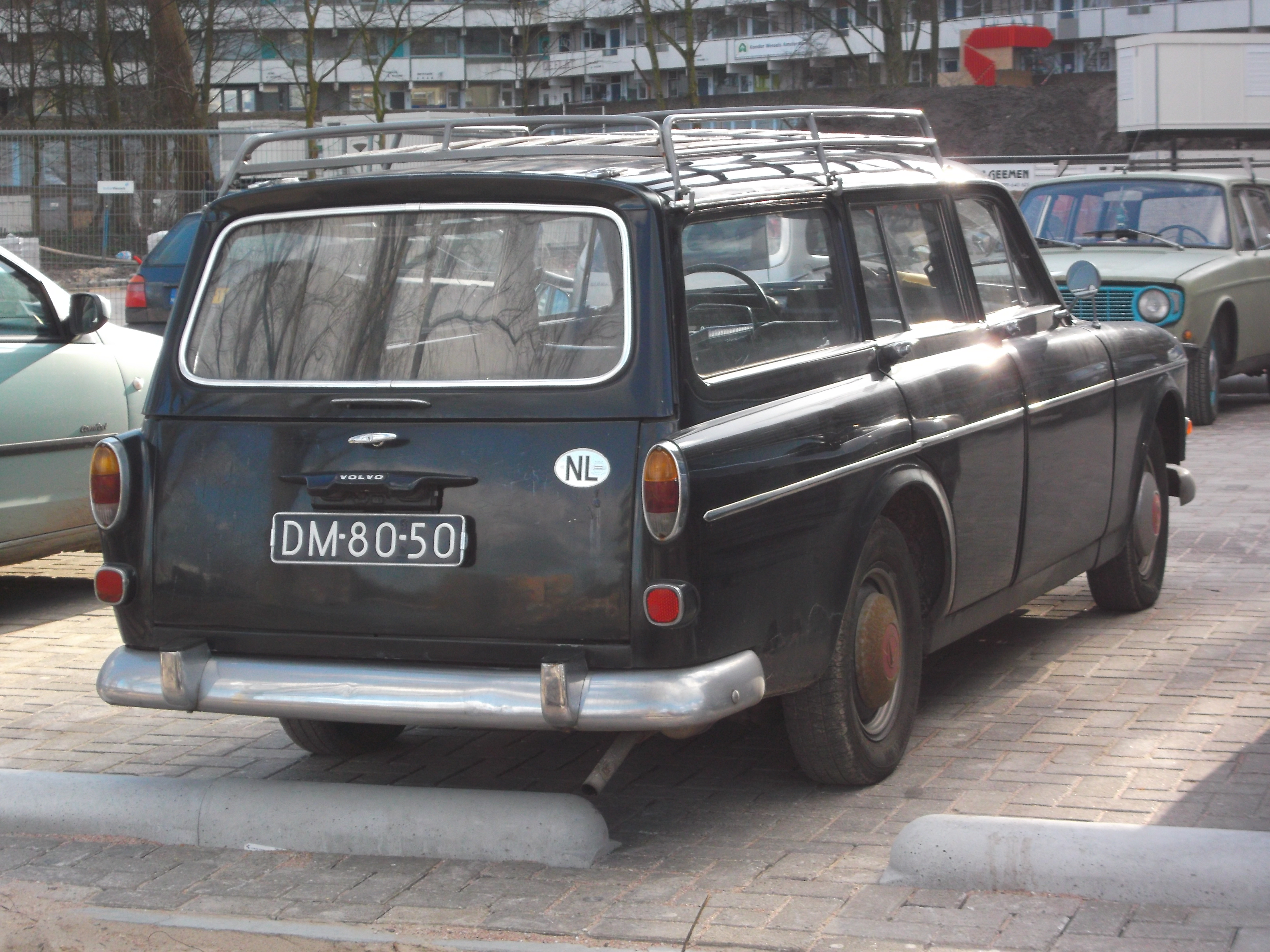
Volvo Amazon P22134 (P220), Ámsterdam
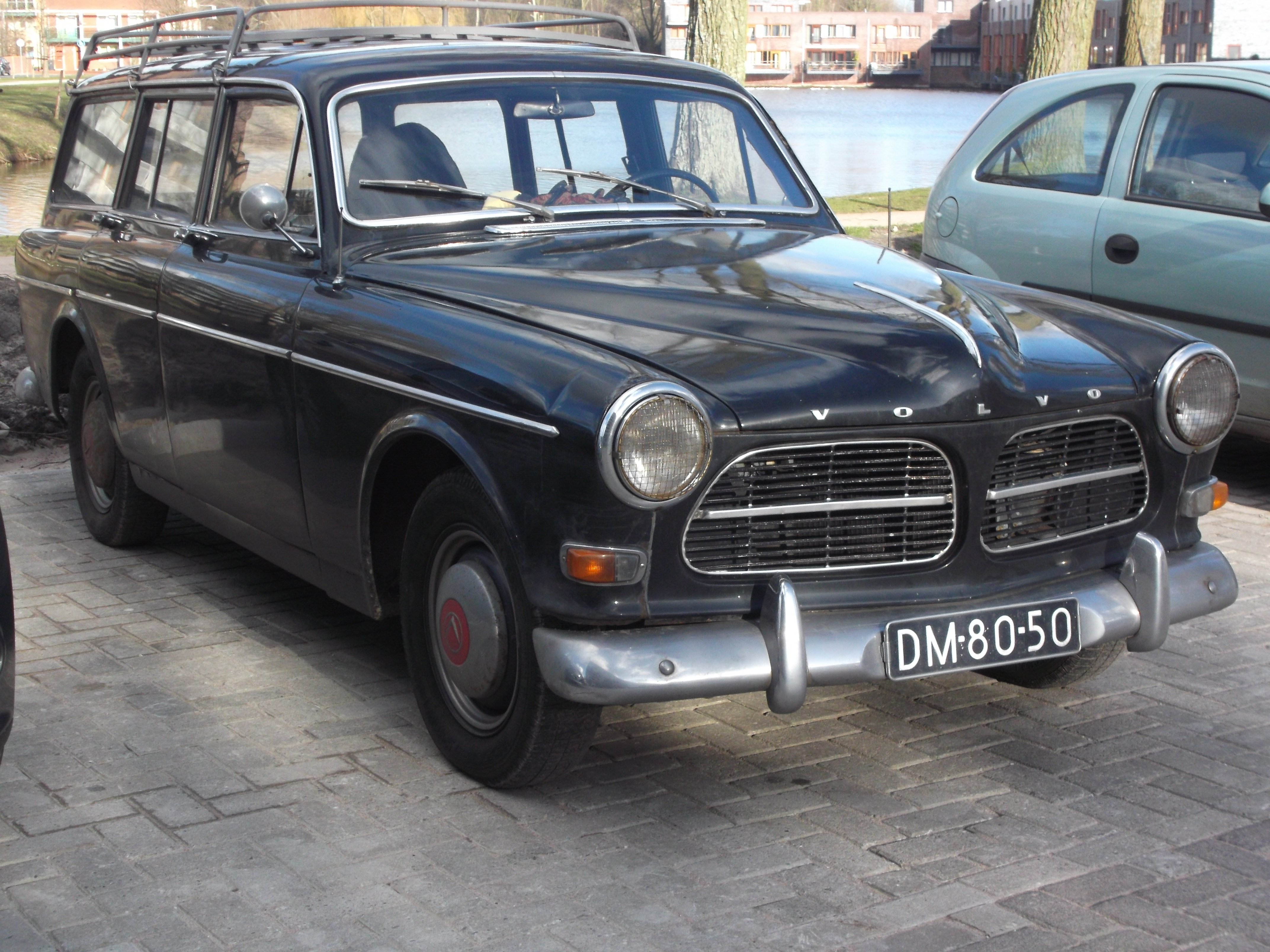
Volvo Amazon P22134, Ámsterdam, 2014
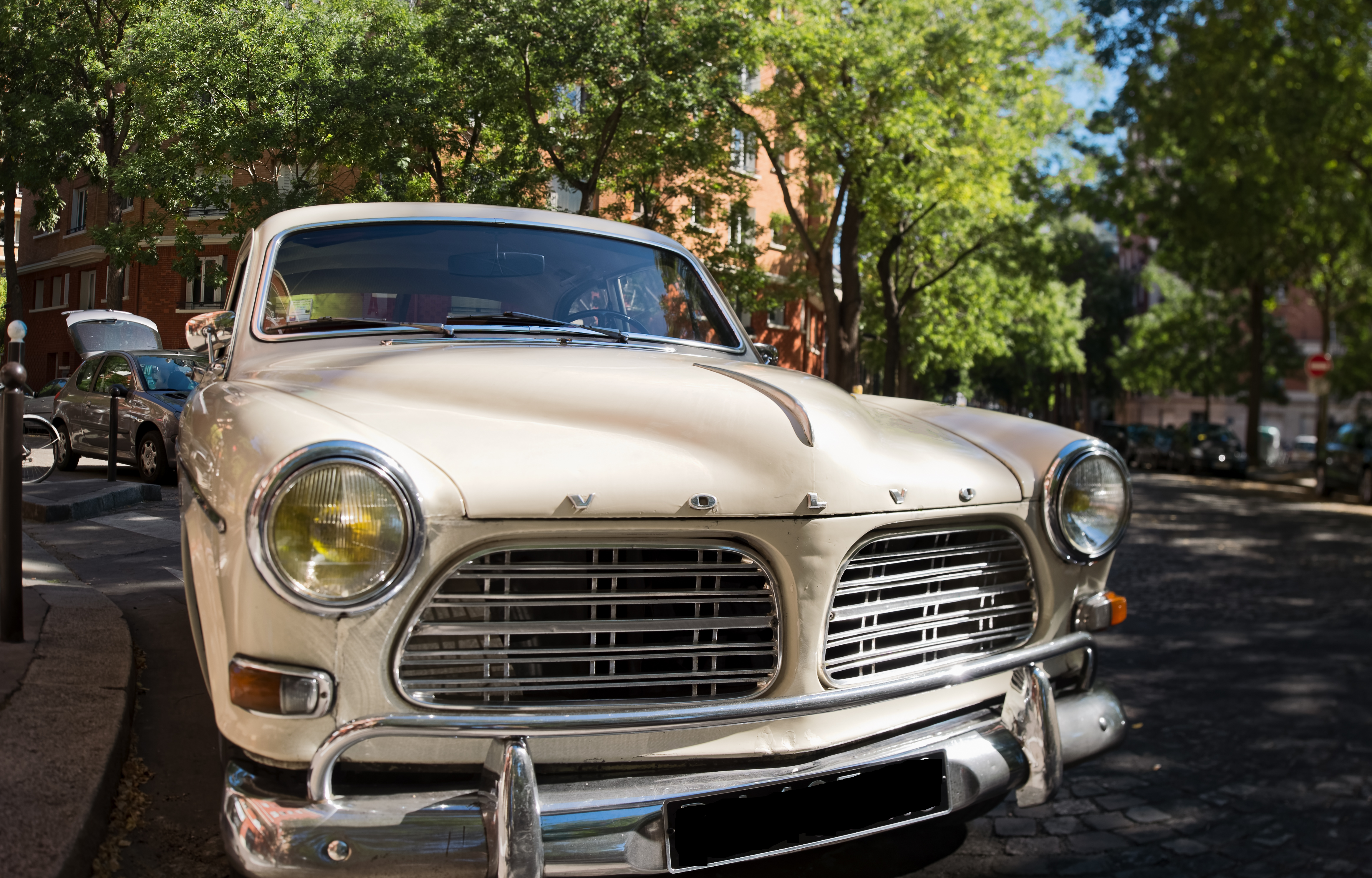
Volvo Amazon en París, Francia, septiembre de 2016
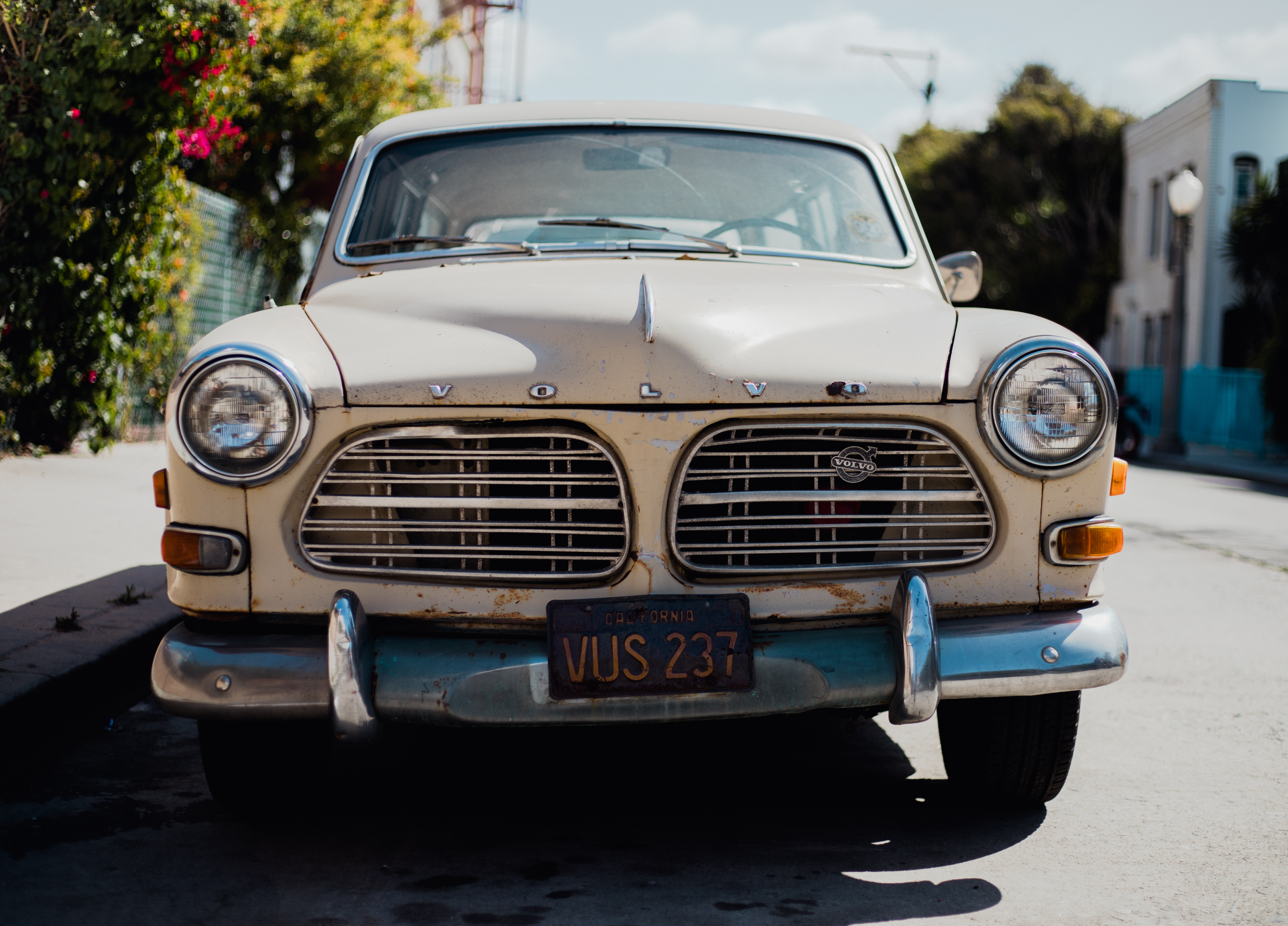
Vista frontal de un Volvo Amazon